# STS-36
STS-36 e тридесет и третата мисия на НАСА по програмата Спейс шатъл и шести полет на совалката Атлантис. Основната цел на мисията е извеждане в орбита на шпионския спътник USA-53 по поръчка на Министерството на отбраната на САЩ.

## Екипаж
| Пост                    | Астронавт                             |
| ----------------------- | ------------------------------------- |
| Командир                | Джон Крайтън втори космически полет   |
| Пилот                   | Джон Каспър първи космически полет    |
| Специалист на мисията 1 | Ричард Малън трети космически полет   |
| Специалист на мисията 2 | Дейвид Хилмърс трети космически полет |
| Специалист на мисията 3 | Пиер Тю първи космически полет        |

- Броят на полетите е преди и включително тази мисия.

## Полетът
Първоначално изстрелването е насрочено за 22 февруари. Поради заболяване на двама от членовете на екипажа от грип, след това поради лоши метеорологични условия и по технически причини полета е отлаган няколко пъти, за да стартира успешно на 28 февруари. Това е четвъртият нощен старт на космическа совалка.
Това беше шестият полет на космическа совалка по поръчка на Министерство на отбраната на САЩ. Космическата совалка „Атлантис“ извежда разузнавателен спътник на военновъздушните сили на САЩ в ниска орбита, откъдето да наблюдава по-голямата част от земната повърхност. Името на спътника е USA-53 (1990-019B), но повече подробности не са оповестени.
„Атлантис“ каца на писта 23 в базата Edwards Air Force Base, Калифорния, на 4 март 1990 г., в 10:08 EDT. Мисията продължава 4 денонощия 10 часа и 18 минути.

## Параметри на мисията
- Маса:
  - При старта: данните са сектретни
  - При кацането:
  - Полезен товар: ~ 19 600 кг
- Перигей: 204 км
- Апогей: 198 км
- Инклинация: 62,0°
- Орбитален период: 88.5 мин